# Nyeboza
Nyeboza är ett vattendrag i Burundi.   Det ligger i provinsen Muramvya, i den västra delen av landet, 20 km nordost om huvudstaden Bujumbura.
Omgivningarna runt Nyeboza är en mosaik av jordbruksmark och naturlig växtlighet. Runt Nyeboza är det tätbefolkat, med 297 invånare per kvadratkilometer.